# Adnalı (Şamaxı)
Adnalı è un comune dell'Azerbaigian situato nel distretto di Şamaxı. Conta una popolazione di 937 abitanti.